# Топілувка (Підляське воєводство)
Топілувка (пол. Topiłówka) — село в Польщі, у гміні Августів Августівського повіту Підляського воєводства.
Населення — 374 особи (2011).
У 1975-1998 роках село належало до Сувальського воєводства.

## Демографія
Демографічна структура станом на 31 березня 2011 року:
|          | Загалом | Допрацездатний вік | Працездатний вік | Постпрацездатний вік |
| -------- | ------- | ------------------ | ---------------- | -------------------- |
| Чоловіки | 192     | 46                 | 125              | 21                   |
| Жінки    | 182     | 49                 | 90               | 43                   |
| Разом    | 374     | 95                 | 215              | 64                   |